# چقر (کردکوی)
چَقَر، روستایی در دهستان سدن رستاق شرقی بخش مرکزی شهرستان کردکوی استان گلستان ایران است.

## جمعیت
بر پایه سرشماری عمومی نفوس و مسکن در سال ۱۳۹۵ جمعیت این مکان ۸۶ نفر (۳۳خانوار) بوده‌است.
خانواده‌های امیرلطیفی - خطیری - چقری - چقری مفرد از خانواده‌های قدیمی آن محسوب می‌شوند.